# TI-89

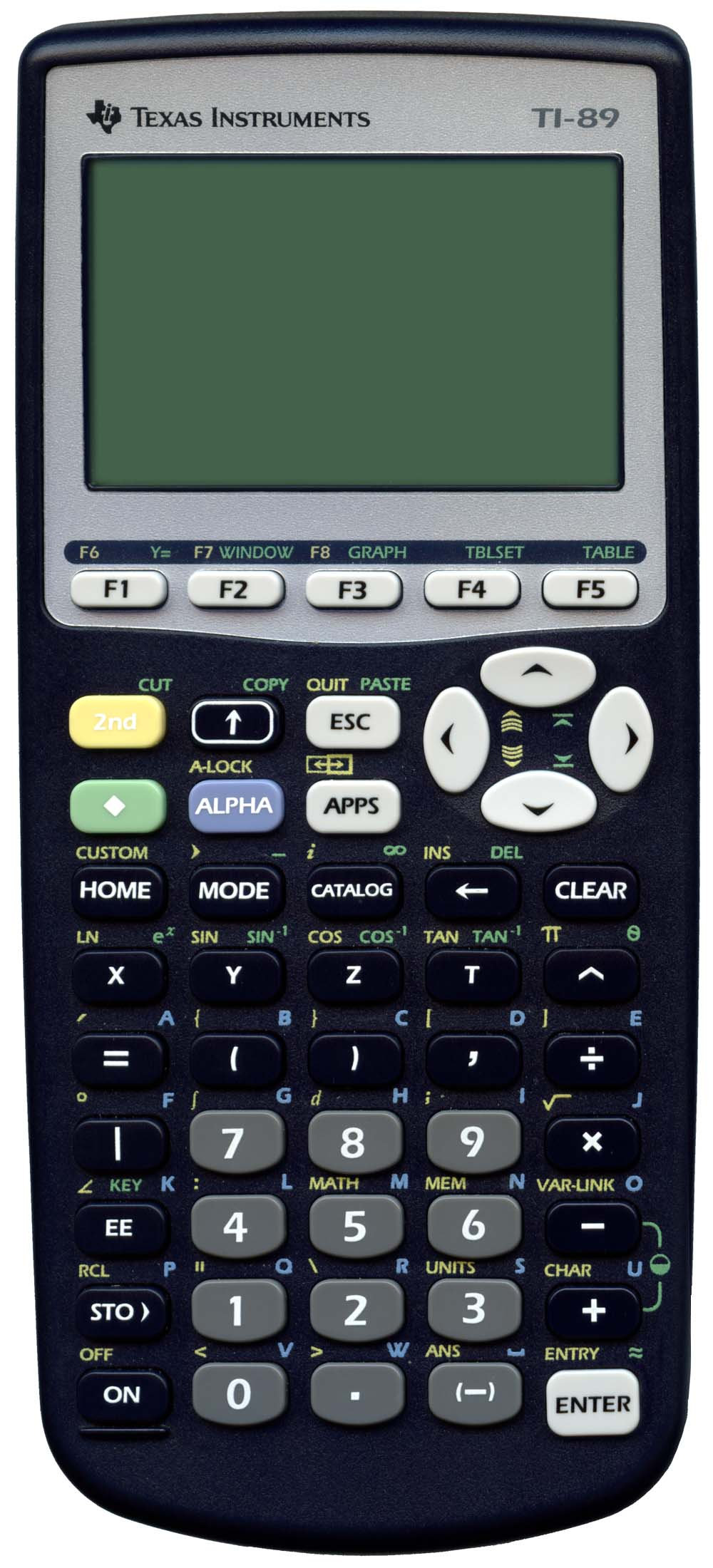
Ein TI-89 der zweiten Generation

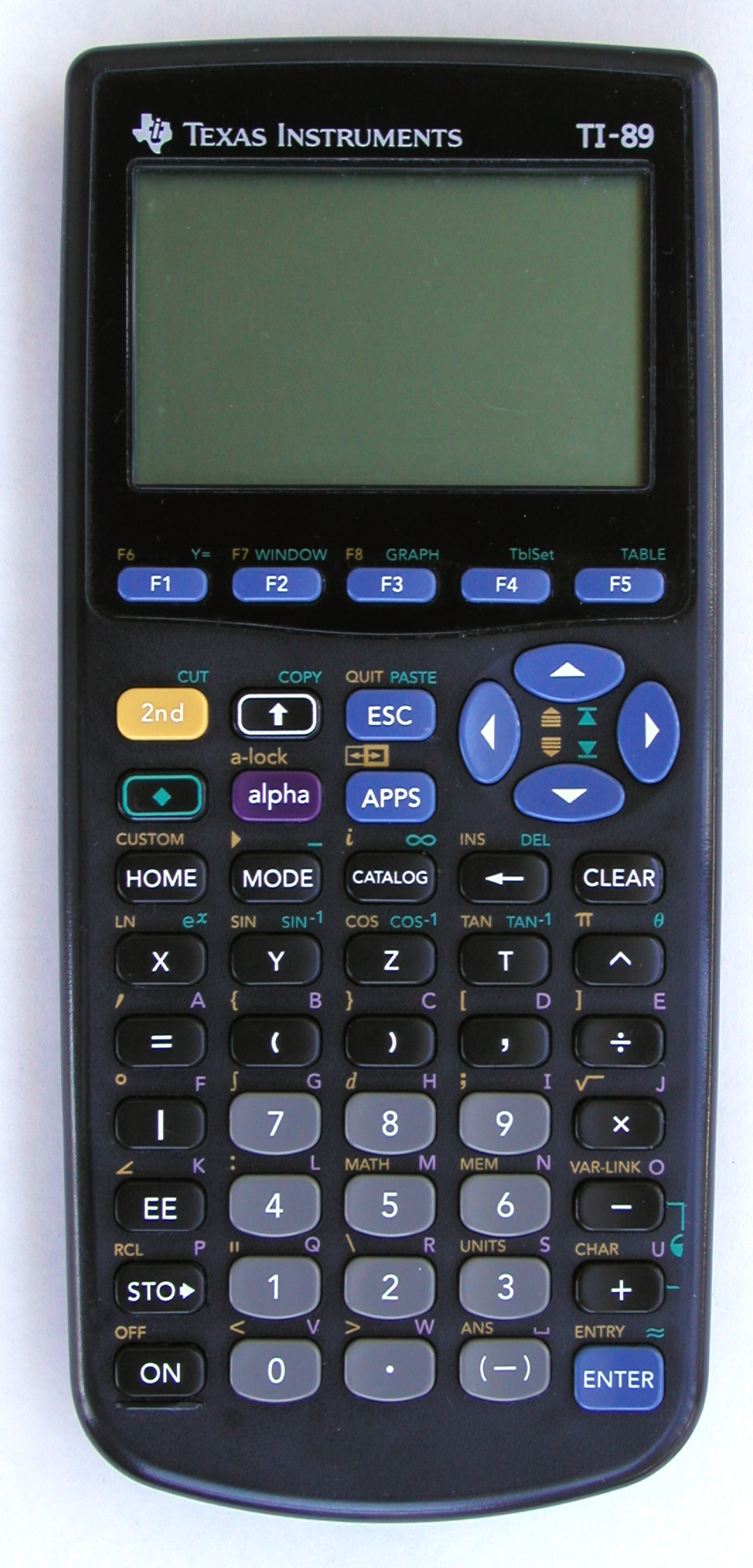
Ein TI-89 der zweiten Generation mit anderer Farbgebung

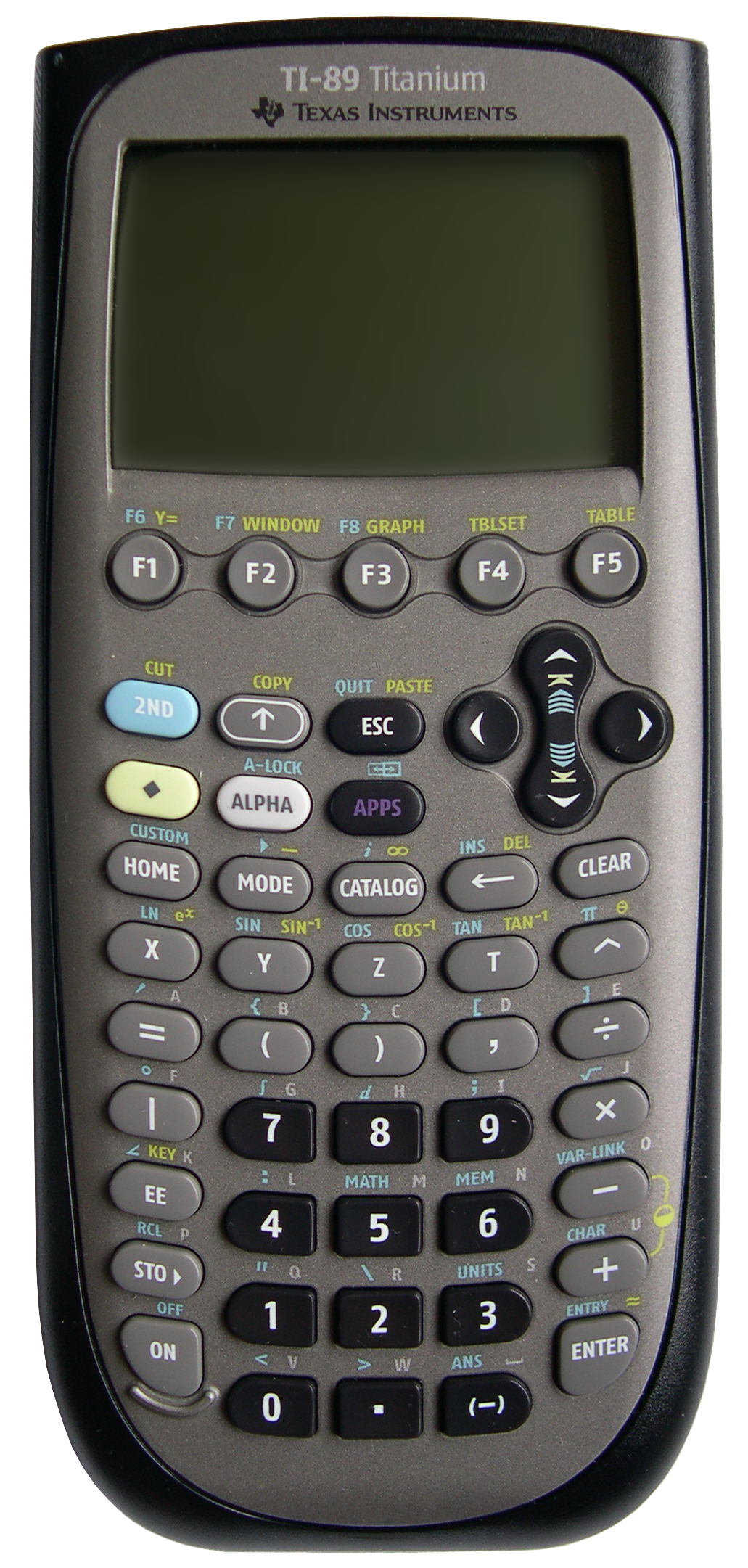
TI-89 Titanium als Taschenrechner

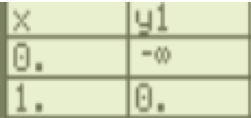
TI-89 Online Simulator zeichnet Tabelle von y1 = ln(x)

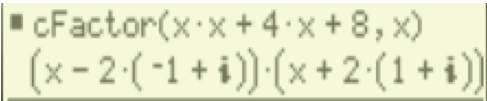
TI-89 Online Simulator verwendet cFactor.

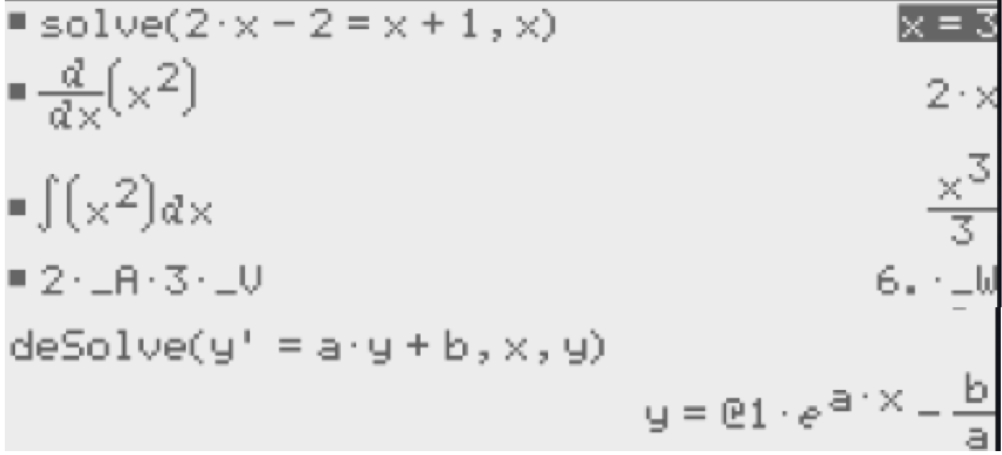
TI-89 Online Simulator kann Gleichung lösen und mehr.

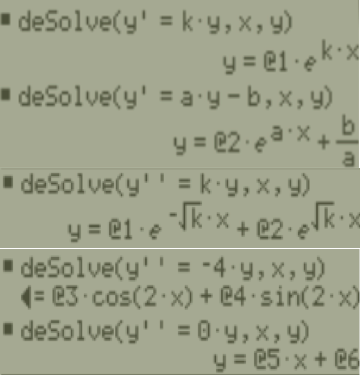
So löst TI-89 Online Simulator Differentialgleichungen Erster sowie Zweiter Ordnung.

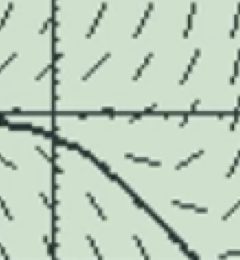
Graphische Lösung von Differentialgleichung durch TI-89 Online Simulator.

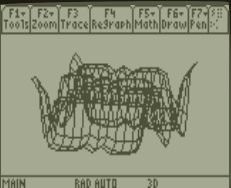
3D Graph von TI-89 Online Simulator gezeichnet.

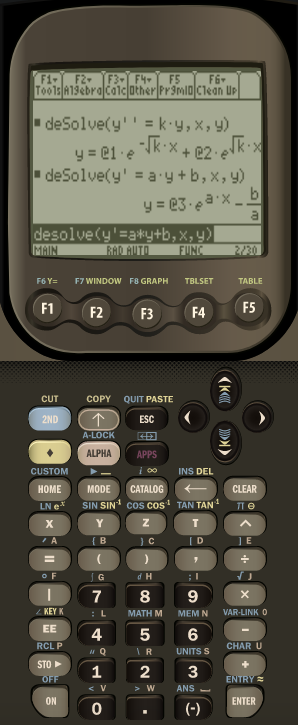
TI-89 Titanium als Online Simulator löst einfache Differentialgleichungen (algebraische Lösung).

Der TI-89 ist ein grafikfähiger Taschenrechner von Texas Instruments (TI). Mit seinem LCD, das eine Auflösung von 160 × 100 Pixeln besitzt, so genanntem Erweiterten Flash-Speicher sowie TIs Advanced Mathematics Software – die es ermöglicht, den TI-89 an einen Computer anzuschließen – wird er nur noch von seinen größeren Brüdern, dem TI-89 Titanium, dem TI-92 Plus, dem Voyage 200 und dem TI-Nspire übertroffen. Aufgrund der geringen Displaygröße und der hohen Auflösung haben insbesondere ältere Anwender und Menschen mit Sehschwäche teilweise Probleme mit der Lesbarkeit der dargestellten Zeichen.

## Features (Auswahl)
Manche Features des Ti-89:
- PrettyPrint (ähnlich wie LaTeX und equation editor)
- 2D Graph und 3D Graph[2] zeichnen (siehe Illustrationen)
- Polarkoordinaten und Parameterform in Koordinatensystem
- Kreis zeichnen
- Trigonometrische Werte exakt {\displaystyle \sin(60^{\circ })={\tfrac {\sqrt {3}}{2}}} sowie approximiert {\displaystyle \sin(60^{\circ })\approx 0{,}86603} bestimmen
- Die mathematischen Konstante[3] {\displaystyle \pi } und {\displaystyle e} und {\displaystyle i} und {\displaystyle \infty } werden als Symbole dargestellt
- Grenzwerte bestimmen
- Wahrscheinlichkeitsrechnung d. h. Fakultät, Kombination, Permutation, Normalverteilung, Binomialverteilung
- Mit komplexen Zahlen rechnen
- Vektorrechnung
- Matrizenrechnung
- Chi-Quadrat-Test berechnen
- Taylorpolynom berechnen
- Reihe (Summenfolge oder Produktfolge) berechnen
- Größter gemeinsamer Teiler sowie Kleinstes gemeinsames Vielfaches berechnen
- Polynom faktorisieren: factor(Polynom) oder cfactor(Polynom)
- Gleichung[4] exakt oder approximiert lösen:[5] solve(Gleichung,{\displaystyle x}) oder csolve(Gleichung,{\displaystyle x}) (siehe Illustration)
- Differentialquotient berechnen: d(Funktion,{\displaystyle x}) (siehe Illustration)
- Stammfunktion berechnen: ∫(Funktion,{\displaystyle x}) (siehe Illustration)
- Differentialgleichung lösen:[6] deSolve(Differentialgleichungen,{\displaystyle x},{\displaystyle y}) (siehe Illustration)
- Mit SI-Einheiten rechnen (siehe Illustration)
- Viele Regressionen[7]
  - LinReg verwendet die lineare Regression
  - QuadReg berechnet eine ganzrationale Funktion 2. Grades
  - CubicReg berechnet eine ganzrationale Funktion 3. Grades
  - QuartReg berechnet eine ganzrationale Funktion 4. Grades
  - ExpReg berechnet eine Exponentialfunktion
  - LnReg berechnet eine Logarithmusfunktion
  - PowerReg berechnet eine Potenzfunktion.
  - Logistic verwendet die logistische Regression
  - SinReg berechnet eine Sinusfunktion

## Prozessor des Taschenrechners
Der TI-89 hat einen Mikroprozessor vom Typ Motorola 68000, der je nach Hardwareversion des Taschenrechners (HW1, HW2, HW3 und im neuen TI-89 Titanium HW4) mit 10 MHz oder 12 MHz getaktet ist. Der TI-89 besitzt 256 KB RAM (von denen 188 kB für den Anwender zugänglich sind) sowie 2 MB (resp. 4 MB beim TI-89 Titanium) an Flash-Speicher; hiervon kann der Nutzer 639 KB bzw. 2,7 MB nutzen. RAM und Flash-Speicher werden dazu genutzt, Variablen, Programme, Tabellen, Textdateien, Listen, Matrizen oder auch Spiele zu speichern.

## Vertrieb des Taschenrechners
Nachdem TI den Vertrieb des TI-89 bereits eingestellt hatte, wird inzwischen auch der TI-89 Titanium als Taschenrechner nicht mehr vertrieben. Nachfolger des Taschenrechners ist der TI-Nspire. Als Online Simulator aber funktioniert er noch (Stand: 25. April 2021).

## Eigenschaften der Taschenrechner
Die nachfolgende Tabelle zeigt die technischen Eigenschaften des Ti-89 im Vergleich zu TI-92 und Voyage 200.
|                      |                      | TI-92               | TI-92 II            | TI-92 Plus          | TI-89                  | TI-89 Titanium     | Voyage 200             |
| -------------------- | -------------------- | ------------------- | ------------------- | ------------------- | ---------------------- | ------------------ | ---------------------- |
| Prozessor            | Prozessor            | MC68000             | MC68000             | MC68000             | MC68000                | MC68000            | MC68000                |
| Taktfrequenz         | Taktfrequenz         | 10 MHz              | 10 MHz              | 12 MHz              | 10 MHz                 | 12 MHz             | 12 MHz                 |
| RAM,                 | gesamt               | 128 kB              | 256 kB              | 256 kB              | 256 kB                 | 256 kB             | 256 kB                 |
| RAM,                 | verfügbar a          | 70 kB               | 136 kB              | 188 kB              | 188 kB                 | 188 kB             | 188 kB                 |
| Flash ROM,           | gesamt               | 1 MB                | 1 MB                | 2 MB                | 2 MB                   | 4 MB               | 4 MB                   |
| Flash ROM,           | verfügbar a          | –                   | –                   | 702 kB              | 639 kB                 | 2,7 MB             | 2,7 MB                 |
| Bildschirmtyp        | Bildschirmtyp        | monochrom           | monochrom           | monochrom           | monochrom              | monochrom          | monochrom              |
| Bildschirmauflösung  | Bildschirmauflösung  | 240 × 128 Pixel     | 240 × 128 Pixel     | 240 × 128 Pixel     | 160 × 100 Pixel        | 160 × 100 Pixel    | 240 × 128 Pixel        |
| Stromversorgung      | Stromversorgung      | 4 × Mignon-Batterie | 4 × Mignon-Batterie | 4 × Mignon-Batterie | 4 × Micro-Batterie     | 4 × Micro-Batterie | 4 × Micro-Batterie     |
| Stromversorgung      | Stromversorgung      | 1 × CR2032          | 1 × CR2032          | 1 × CR2032          | 1 × CR1616 oder CR1620 | 1 × SR44           | 1 × CR1616 oder CR1620 |
| Erstveröffentlichung | Erstveröffentlichung | 1995                | 1996                | 1998                | 1998                   | 2004               | 2002                   |

## Spezifikationen der Taschenrechner
Der TI-89 ist praktisch ein TI-92 Plus ohne QWERTY-Tastatur und mit einem etwas kleineren Bildschirm. Ein Grund, aus dem er ins Sortiment aufgenommen wurde, ist, dass Taschenrechner in den USA zwar bei standardisierten Tests erlaubt sind, der TI-92 aber aufgrund der „echten“ QWERTY-Tastatur als Computer galt. Außerdem war der TI-92 vielen Nutzern zu klobig. Der TI-89 ist erheblich kleiner als dieser. Er verfügt außerdem über einen Flash-ROM, eine weitere Eigenschaft, die zwar der TI-92 Plus, jedoch nicht der ursprüngliche TI-92 besaß. Der TI-89 wird beim US-amerikanischen ACT-Test nicht zugelassen, jedoch ist seine Benutzung beim SAT (College-Auswahl-Test) nicht untersagt.
Der Hauptvorteil des TI-89 über seinen kleineren Geschwistern (zu denen u. a. der TI-83 zählt) ist das eingebaute Computeralgebrasystem (CAS). Hiermit kann der Taschenrechner algebraische Gleichungen bearbeiten sowie nach Unbekannten auflösen. Der Einsatz des Befehls expand() (löst Klammern und Potenzen auf) bei der Funktion „a*(2+c)“ bringt das Ergebnis „a*c+2*a“. Soll „∫(x+1,x)“ berechnet werden, so zeigt der TI-89 „(x^2)/2 + x“ an. Er kann auch Gleichungen lösen; zum Beispiel „solve(x=y+7 and y=x/3,x,{x,y})“ ergibt „x=21/2 and y=7/2“. Der TI-89 unterstützt PrettyPrint zur echten Darstellung von Gleichungen.
Zusätzlich zur zweidimensionalen Darstellung von Funktionen kann der TI-89 ebenfalls dreidimensionale sowie implizite Funktionen grafisch darstellen. Das aktuelle Betriebssystem (OS) des TI-89 trägt die Versionsnummer 2.09, die Entwicklung des Betriebssystems des TI-89 Titanium ist bei OS 3.10 angelangt.

## Programmierung
Auf dem TI-89 kann man kleine Programme in der TI-BASIC-Programmiersprache, die TI von der bekannten BASIC-Programmiersprache abgeleitet hat, direkt selbst schreiben. Dies eignet sich hauptsächlich für kleinere mathematische Makros. Mit Hilfe eines PCs kann man auch Programme in Motorola 68000 Assemblersprache oder C schreiben, diese mittels TIGCC in Maschinensprache übersetzen und sie per TI-Connect (der neueren Version des Programms TI GraphLink) auf den Taschenrechner laden.
Seit 1998 wurden Tausende von Programmen für jegliche Anwendungsgebiete entwickelt. Einige der abgedeckten Gebiete sind die Mathematik, die Elektronik, die Biologie sowie etliche Spiele. Viele dieser Spiele sind Nachahmungen von Tetris, Minesweeper und anderen Klassikern, aber auch ein ZX-Spectrum-Simulator, sowie ein Schach-Programm. Es gibt eine Entwicklungsumgebung, die direkt auf dem Taschenrechner läuft. Sie heißt ams-dev und besteht aus einer IDE, side; einem Assembler (asm), as; einem C-Compiler, cc; und einem Debugger, (db92).
2004 brachte TI den TI-89 Titanium, eine modernere Version des TI-89 heraus, der ihn in absehbarer Zukunft ersetzen soll. Dieser hat ein komplett anderes Gehäuse, doppelt so viel Flash-Speicher (davon mehr als drei Mal so viel wie vorher für den Nutzer zugänglich) sowie einen integrierten USB-Port. Es entstanden durch die neue Version der Hardware Inkompatibilitäten zu einigen Assembler-Programmen. Man arbeitet aber bereits an mehreren Lösungen; die meisten TI-89 Programme laufen mittlerweile einwandfrei auf dem neuen TI-89 Titanium.
Durch Überbrücken eines Kondensators ist es möglich, die Geschwindigkeit zu verdoppeln. Hiervon wird allerdings abgeraten, da der Taschenrechner hierdurch zerstört werden könnte.

## Nutzung von Taschenrechnern oder Online Simulator
Der TI-89 gehört in einigen Schulen der Bundesrepublik Deutschland inzwischen zum normalen Unterricht und wird inzwischen vom TI-Nspire abgelöst. So gewährt TI Schulen, die diese Geräte regulär nutzen wollen, sogar Sponsoring. In einigen Bereichen wird dieser Taschenrechner bereits vorausgesetzt (beispielsweise in einigen elektrotechnischen Ausbildungen). Die immer größere Verbreitung dieser (und ähnlicher) Geräte führte dazu, dass es inzwischen Diskussionsgruppen gibt, in denen sich explizit über Rechenfehler dieser Geräte unterhalten wird. Hierdurch informierte Lehrer nutzen diese Informationen, um ihren Schülern und Studenten vor Augen zu führen, dass es trotz der modernen Technik immer noch sinnvoll ist, sich mit dem Handwerkszeug auch selbst vertraut zu machen und nicht blind der Technik zu vertrauen.

## TI-89 Titanium als Online Simulator
Den TI-89 Titanium gibt es als Online Simulator. Für den TI-89 gibt es Manuale online. Der TI-89 Online Simulator kann in vielen Bereichen gleichzeitig mit anderen CAS-Programmen wie Maple oder Mathematica oder Xcas verwendet werden.
Der Online Simulator hat dieselben häufig verwendeten Befehlen (Features) wie der Taschenrechner (siehe oben).